# Pregnenolona
Pregnenolona é um hormônio esteroide obtido no organismo humano a partir da conversão do colesterol. É considerado o mais antigo de todos os hormônios esteroides  por ser o primeiro a ser convertido e precursor dos demais hormônios na cascata dos esteroides do corpo.
Sua função está associada principalmente como suporte ao bom funcionamento do cérebro.